# Anna Broniarczyk-Loba
Anna Broniarczyk-Loba – polska okulistka, strabolog, doktor habilitowany medycyny, profesor nadzwyczajny w I Katedrze Chorób Oczu łódzkiego Uniwersytetu Medycznego.

## Życiorys
Dyplom lekarski zdobyła na Akademii Medycznej w Łodzi (od 2002 roku Uniwersytet Medyczny) i na tej uczelni została zatrudniona. Stopień doktorski uzyskała w 1977 roku na podstawie pracy "Ocena wyników wyleczenia zeza towarzyszącego w świetle rozmaitych kryteriów". Habilitowała się w 2005 roku na podstawie oceny dorobku naukowego i rozprawy "Postępowanie diagnostyczno-operacyjne w zezie rozbieżnym następczym zapobiegające utrwalonemu dwojeniu".
Pracuje jako profesor nadzwyczajny w I Katedrze Chorób Oczu oraz na Oddziale Klinicznym Okulistyki w Uniwersyteckim Szpitalu Klinicznym nr 1 im. N.Barlickiego w Łodzi. W ramach Katedry jest kierownikiem Zakładu Patofizjologii Widzenia Obuocznego i Leczenia Zeza.
Członek Polskiego Towarzystwa Okulistycznego oraz Europejskiego Towarzystwa Strabologicznego. W pracy klinicznej i badawczej A. Broniarczyk-Loba specjalizuje się m.in. w diagnostyce i chirurgicznym leczeniu zeza.
Swoje prace publikowała w czasopismach krajowych i zagranicznych, m.in. w Klinice Ocznej, Okulistyce oraz Kontaktologii i Optyce Okulistycznej.